# Nakkaalaaqita
La nakkaalaaqita és un mineral de la classe dels silicats.

## Característiques
La nakkaalaaqita és un silicat de fórmula química K₂[Na₃Ca]LiCa₂Ti₂Be₄Si₁₂O38. Va ser aprovada com a espècie vàlida per l'Associació Mineralògica Internacional l'any 2020, i encara resta pendent de publicació. Cristal·litza en el sistema ortoròmbic.
Les mostres que van servir per a determinar l'espècie, el que es coneix com a material tipus, es troben conservades a les col·leccions mineralògiques del Museu d'Història Natural de Dinamarca, amb el número de catàleg: 2000.280, al Museu Suec d'Història Natural, situat a Estocolm (Suècia), amb el número de col·lecció: knr 44239, i al Museu Canadenc de la Natura, al Quebec (Canadà), amb el número de catàleg: cmnmc 87569.

## Formació i jaciments
Va ser descoberta al mont Nakkaalaaq, al complex d'Ilímaussaq (Kujalleq, Groenlàndia), l'únic indret de tot el planeta on ha estat descrita aquesta espècie mineral.